# Roze pelikaan
De roze pelikaan (Pelecanus onocrotalus) is een vogel uit de familie van de pelikanen (Pelecanidae). De wetenschappelijke naam van de soort werd in 1758 gepubliceerd door Carl Linnaeus. Het is een van de algemeenste en wijdstverbreide pelikanen. Hij komt voor in een groot deel van Zuidoost-Europa, Afrika, West- & Centraal-Azië en India.

## Veldkenmerken
Een volwassen vogel heeft een wit kleed, vaak met een oranjeroze zweem (voornamelijk in het broedseizoen). De voorborst is geel. De slagpennen zijn bij volwassen dieren zwart, en in de vlucht goed zichtbaar, waarbij ze contrasteren met de witte veren op de voorzijde. Bij juveniele roze pelikanen is de mantel bruin met grijs, en de onderzijde asgrauw. Ze worden witter naarmate ze ouder worden. De juveniele dieren hebben een donkere vleugelvoorrand. De snavel is grijzig geel, en de grote keelzak is heldergeel, oranje of rozewit van kleur. Aan het einde van bovensnavel zit een scherpe haak. De korte poten zijn oranjeroze. Tussen de vier tenen bevindt zich een zwemvlies. De ogen zijn donkerbruin en omringd door naakte geelroze huid. Een roze pelikaan in broedkleed heeft behalve de roze zweem over het kleed een kuif en een gele halsvlek, en worden de kleuren van de snavel en de keelzak helderder. Ook zwelt de kale huidplek rond de ogen op. Hij is ongeveer 140 tot 178 cm lang en 9 tot 11 kg zwaar. De spanwijdte is 270 tot 360 cm. Vrouwtjes zijn kleiner dan mannetjes. De snavel is 29 tot 47 cm lang.
De eveneens in Zuidoost-Europa voorkomende kroeskoppelikaan (Pelecanus crispus) wordt iets groter. Ook zijn de poten van de kroeskoppelikaan grijs in plaats van roze, is de ondervleugel niet contrasterend zwart-wit maar egaal vuil bruin. Juveniele roze pelikanen zijn donkerder van kleur dan juveniele kroeskoppelikanen.

## Verspreiding, leefgebied en trek
De roze pelikaan komt voor in Zuidoost-Europa, Rusland, West- en Centraal-Azië (tot in Mongolië en Noord-India) en het grootste deel van Afrika. In Europa broedt hij voornamelijk in de Donaudelta. Ook komen broedparen voor in het Prespameer (op de grens van Griekenland en Noord-Macedonië) en in Bulgarije.
De roze pelikaan heeft zijn leefgebied in meren (zowel in zoetwater als in zoutwater), rivierdelta's, moerassen, baaien en rond binnenzeeën. Ze vissen voornamelijk in ondiepe meren.
De Europese en Noordwest-Aziatische populaties trekken in oktober in grote groepen weg naar het gebied rond de Rode Zee, zuidwaarts tot Oost-Afrika. Ze worden hierbij soms vergezeld door ooievaars en roofvogels. Veel exemplaren verzamelen zich op de trek langs de kust van Israël, waar groepen van enkele duizenden dieren kunnen voorkomen. Eind april, begin mei keren ze weer terug. Tijdens de trek leggen ze afstanden af van 1500 tot 6500 km. De Afrikaanse en Indische populaties zijn standvogels.

## Leefwijze
De roze pelikaan leeft in grote kolonies. Het is een zeer sociale soort, die altijd het gezelschap van soortgenoten opzoekt. Een eenzame pelikaan is meestal een ziek of verdwaald dier. In Afrika kan een zwerm uit enkele duizenden dieren bestaan, vooral in de winter, als zwermen uit Europa zich vermengen met de Afrikaanse dieren. In Afrika wordt hij meestal vergezeld door andere watervogels als maraboes, aalscholvers en flamingo's. De zwerm kent geen rangorde, maar oudere dieren krijgen wel de beste prooien, mede omdat ze het meeste ervaring hebben met het vangen van prooien. Agressie komt zelden voor, en is meestal beperkt tot een korte ruzie over nestmateriaal of een vis. Mocht de ruzie toch uit de hand lopen, kan hij de keelzak van zijn rivaal lelijk verwonden met de haak aan het einde van de bovensnavel.
Slapen en rusten gebeurt eveneens in groepen, voornamelijk in rietkragen. Bij gebrek aan riet of andere hoge oeverbegroeiing rusten ze op eilandjes en zandbanken. De gunstigste rustplaatsen worden geregeld bezocht. Als slapen op de grond te gevaarlijk is (bijvoorbeeld door jagers) of als hij door slecht weer niet op tijd een gunstige slaapplaats heeft kunnen vinden, slaapt de roze pelikaan zelfs in een boom.
In gevangenschap wordt de roze pelikaan tot dertig jaar oud. Behalve de mens kent hij geen vijanden. Jonge vogels kunnen wel gegrepen worden door arenden en andere grote roofvogels.

### Voortplanting
Het broedseizoen loopt van mei tot juli. Tijdens de balts verzamelen de mannetjes in groepen, en pronken ze tegen elkaar op. De hierdoor aangetrokken vrouwtjes kiezen een mannetje uit. Soms gaan meerdere mannetjes achter een vrouwtje aan, waarvan een zich vaak als de leider gedraagt. Uit deze groep kiest het vrouwtje haar partner. Hierna gaat de balts verder. De twee zonderen zich even af om de band te verstevigen, waarna ze zich weer samenvoegen bij de groep. Het mannetje wijkt hierbij niet van haar zijde. Het vrouwtje kiest de nestplaats in de broedkolonie. Een geschikte broedplaats bevindt zich meestal in rietkragen of lage zand- en moddereilandjes in rivierdelta's en ondiepe (visrijke) meren. Als ze een geschikte plek heeft gevonden. krabt ze in de grond met haar snavel en neemt ze op de plek plaats. Hierna vindt de paring plaats. Hierna gaat het mannetje op zoek naar geschikt nestmateriaal, dat hij in de snavel vervoert. Het vrouwtje bouwt het nest.
De roze pelikaan broedt in een groot nest van riet, lisdodde en twijgen tussen platgetrapt riet. Een legsel bestaat uit één tot drie (meestal twee) eieren, die een dag na elkaar worden gelegd. Het ei weegt 155 tot 195 gram. Het broeden wordt door beide ouders gedaan, maar het vrouwtje zit het langst op het nest. Het broedende ouderdier slaapt op het nest, het nietbroedende dier naast het nest of in het foerageergebied. Na 29 tot 32 dagen komen de eieren uit. Bij de geboorte is het jong kaal. Na drie tot veertien dagen ontwikkelt zich een spaarzaam donskleed. Het blijft veertien dagen op het nest. Het jong wordt tweemaal per dag gevoerd door beide ouders. De eerste twee weken eet het jong een door de ouders opgebraakte brij. Later moeten ze zelf met hun kop de keelzak in, om de stukken vis uit de slokdarm van het ouderdier te halen. De broedkolonie bevindt zich soms ver van de foerageergebieden af, waardoor de ouderdieren vaak tien tot vijftig, soms wel honderd km op een dag moeten afleggen.
Na drie tot vier weken verzamelen de jongen zich in zogenaamde "crèches". Deze crèches worden in de gaten gehouden door enkele volwassen dieren. De jonge pelikanen hebben dan een dicht, donkerbruin donskleed. Als de ouders de crèche bezoeken om te voeren, herkennen zij hun jongen. Als de pelikanen twee maanden oud zijn, kunnen ze hun eigen voedsel zoeken, en vanaf die tijd verlaten ze de crèche. Na 65 tot 70 dagen zijn ze in staat om te vliegen en zijn ze zelfstandig. Na drie tot vier jaar zijn ze geslachtsrijp.

### Voedsel

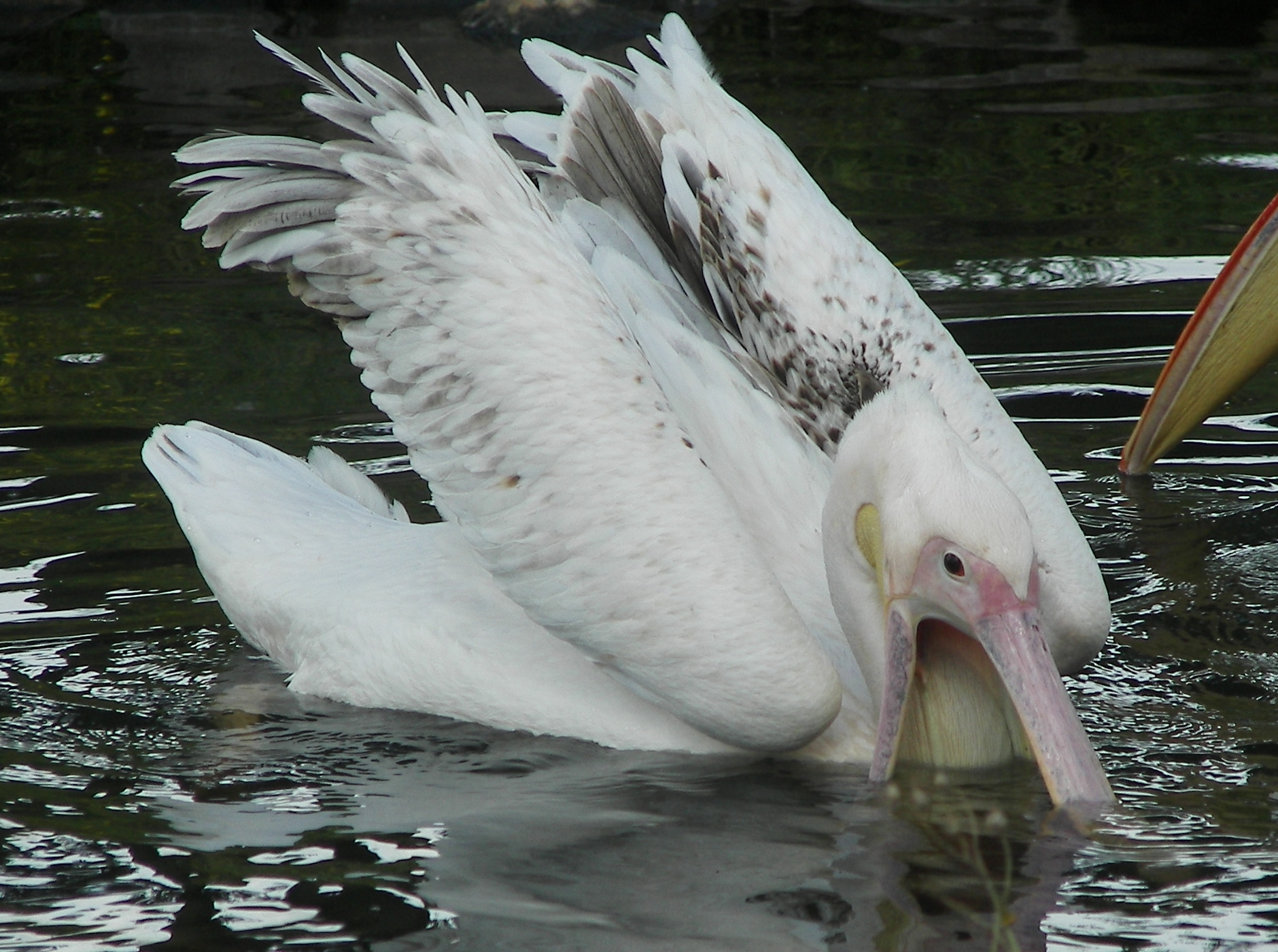
Vissende roze pelikaan, in dierentuin Artis

De roze pelikaan eet voornamelijk vis, zowel kleine als grote. In Europa en Azië leeft hij voornamelijk van karperachtigen als karper, brasem en voorn, aangevuld met modderkruipers, snoek en baars. In Afrika jaagt hij voornamelijk op tilapia's en andere cichliden. Hij kan een vis van 1,85 kg in zijn geheel doorslikken, en eet 900 tot 1200 gram per dag.
De roze pelikaan kan door zijn lichte bouw niet duiken, en moet dus zijn prooi van het wateroppervlak vissen. Vissen gebeurt voornamelijk in groepen, alhoewel de roze pelikaan ook alleen vis kan vangen. Een groep van zes tot twintig pelikanen vormt tijdens het vissen een kring in hoefijzerformatie, en zwemt naar voren. Als de pelikanen een school vissen hebben gevonden, steken ze de snavel in het water en houden ze hun vleugels boven hun rug. Regelmatig wordt de kop haast synchroon omhoog getild, waarna het ritueel meerdere malen wordt herhaald. De vissen kunnen aan de wand aan opengesperde snavels lastig ontsnappen en zitten zo in de val. Met de grote keelzak, met een inhoud van twaalf liter, scheppen ze zo de vis uit het water. Met de haakvormige punt aan de snavel grijpt hij de vissen vast, die hij daarna in de lucht gooit om hem weer op te vangen in de keelzak en hem inslikt.

## Vlucht
Roze pelikanen behoren tot de zwaarst vliegende vogels. Om op te stijgen maken ze een aanloop over het water. Met hun brede, uitgestrekte vleugels zweven ze vaak op de thermiek. Op deze manier kunnen ze vrij lang in de lucht blijven en tot grote hoogten zweven. Ook vliegen ze vaak in V-formatie of in een schuine linie, om energie te besparen. Aangezien zijn voorganger de luchtweerstand breekt, hoeft hij zich minder in te spannen dan als hij alleen zou vliegen. De voorste pelikaan laat zich na een korte tijd afzakken, waardoor een andere pelikaan de kop overneemt. Net als een reiger houden ze hun nek ingetrokken tijdens het vliegen. Tijdens langdurige vluchten weten ze met een trage vleugelslag (70 slagen per minuut) in de lucht te blijven. Ze landen meestal op het water. Hierbij remmen ze af door de staart, de vleugels en de zwemvliezen tussen de tenen te verspreiden.

## Status

### Op wereldschaal
De roze pelikaan gaat mogelijk in aantal achteruit, maar er zijn geen "harde" cijfers over trends. Deze pelikaan heeft te lijden door aantastingen in het leefgebied zoals drooglegging van moerassen, aanleg van infrastructuur  (elektriciteitsleidingen) en watervervuiling, verder door jacht en overbevissing. Echter, met deze soort gaat het minder slecht dan met de verwante kroeskoppelikaan, want de roze pelikaan heeft een enorm groot verspreidingsgebied en daardoor is de kans op de status  kwetsbaar (voor uitsterven) gering. Om deze redenen staat deze pelikaan als niet bedreigd op de Rode Lijst van de IUCN.

### Voorkomen in West-Europa en Nederland
Soms verdwalen roze pelikanen tijdens de trek tot in Nederland, maar dit komt zelden voor. De meeste in Nederland waargenomen dieren zijn waarschijnlijker ontsnapt uit gevangenschap. Tussen 1975 en 2021 zijn er tien waarnemingen die volgens de Dutch Birding Association afkomstig zijn van in het wild levende dieren. In Duitsland komt hij vaker als dwaalgast voor. In het Duitse Bodenmeer is ooit zelfs een zwerm van ongeveer honderddertig dieren waargenomen.

## Afbeeldingen

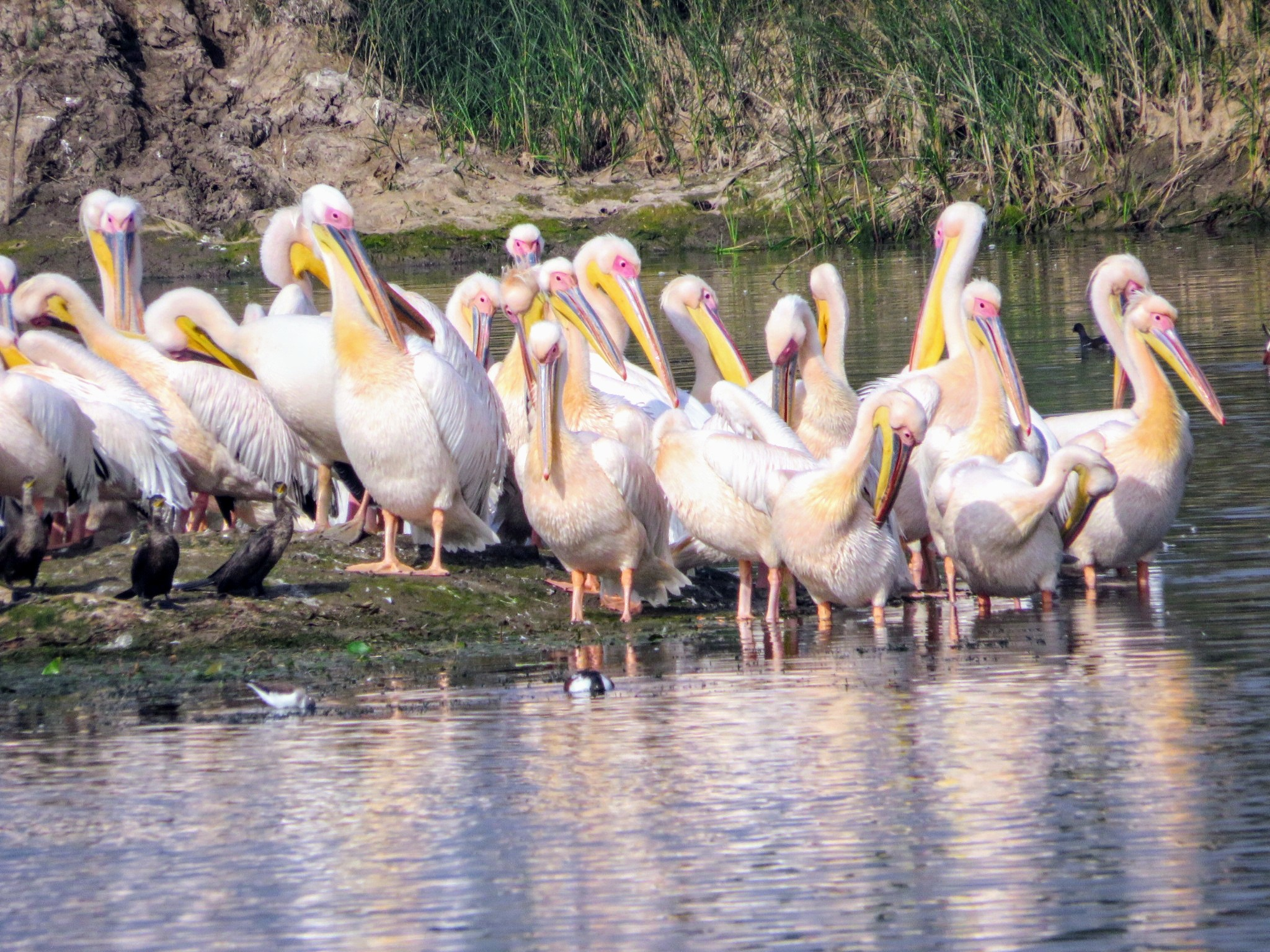
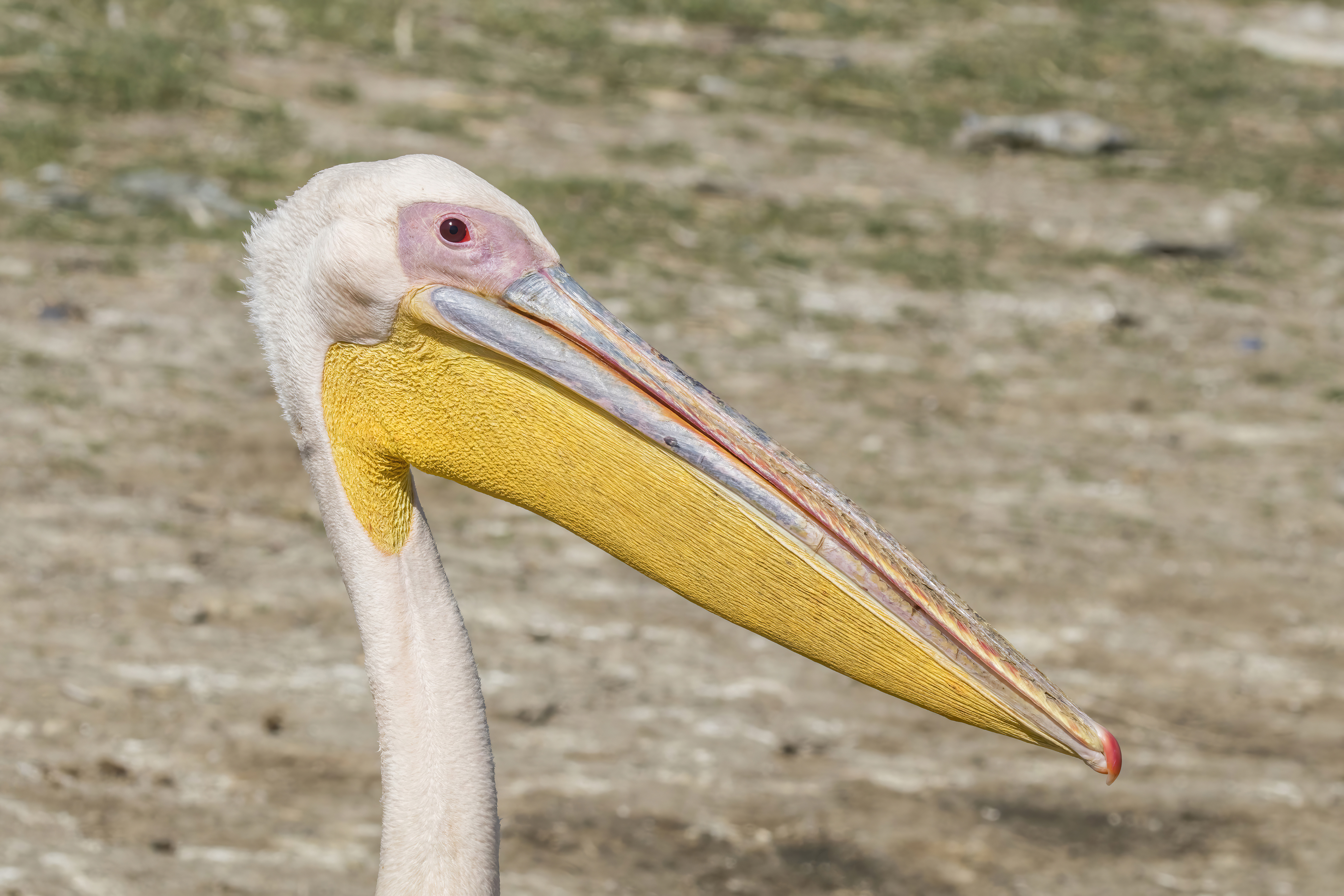
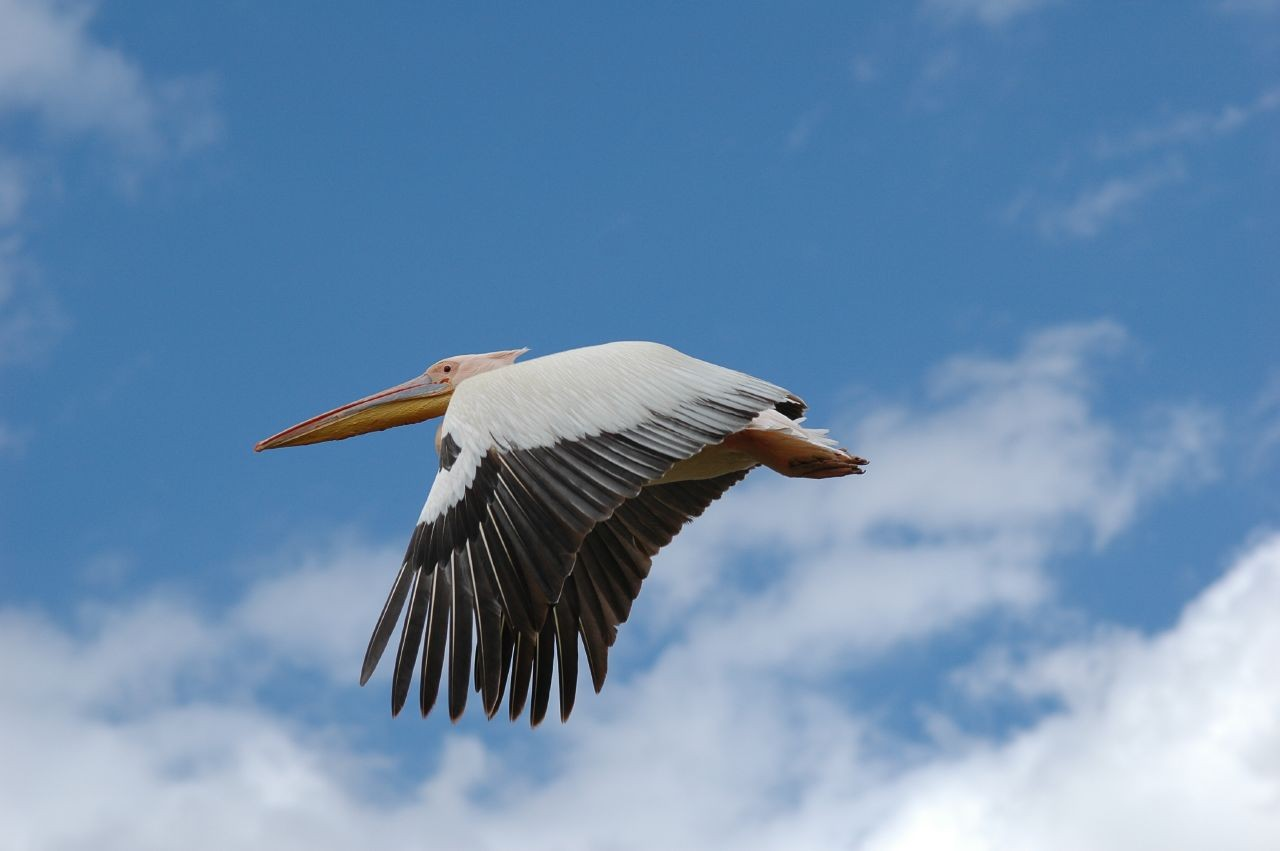